# Vallés Oriental
El Vallés Oriental (oficialmente en catalán: Vallès Oriental) es una comarca española situada en la provincia de Barcelona, comunidad autónoma de Cataluña. Su capital es Granollers. Tiene una superficie de 735 km², dividida en 39 municipios. Con el Vallés Occidental forma la gran comarca natural del Vallés. 

## Geografía

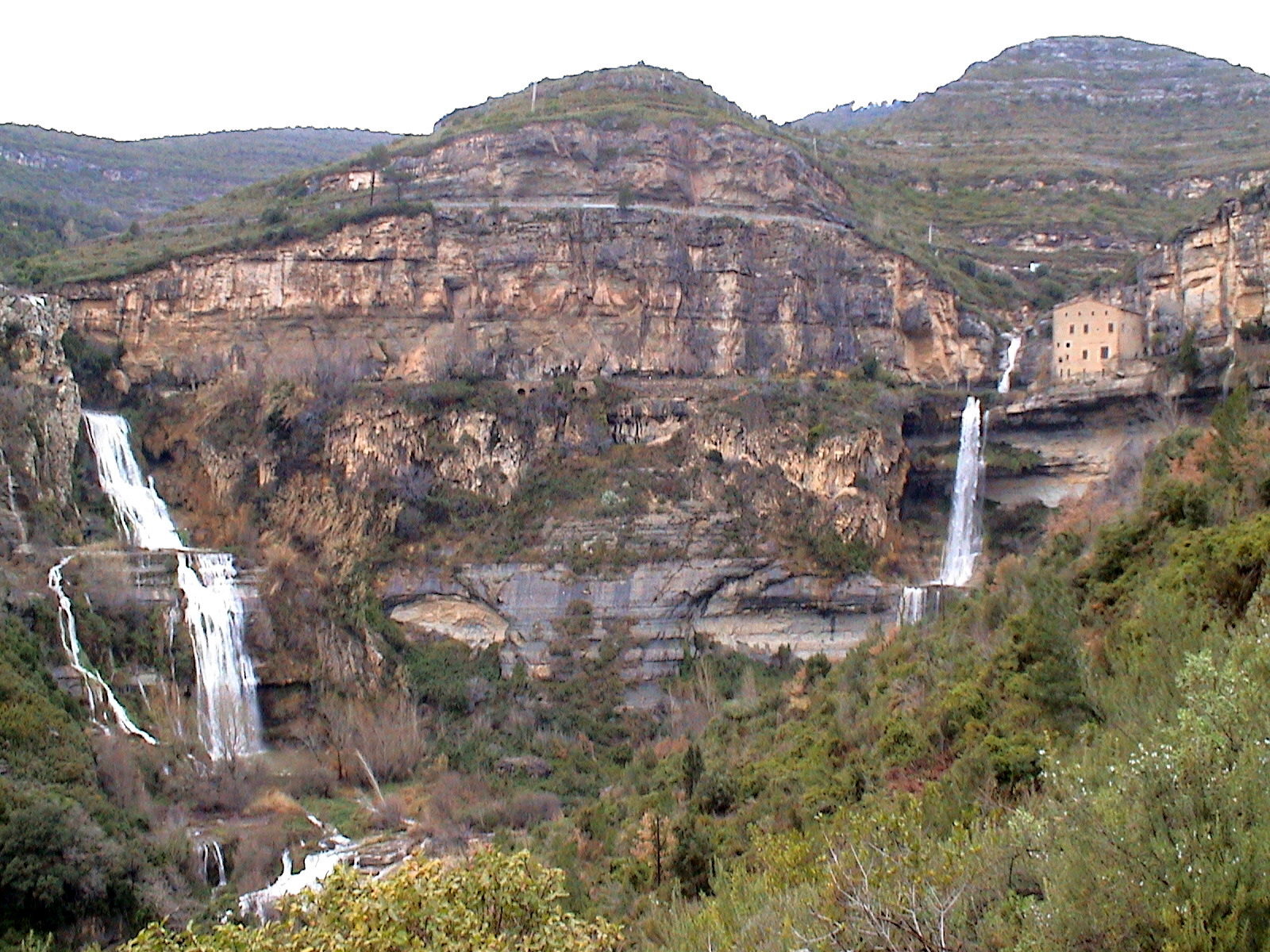
Cascadas en la zona del monasterio de San Miguel de Fay.

La Depresión Prelitoral es un valle alargada y paralela a la costa, pero separada del litoral por una serie de montañas y sierras. Donde es más claro que se trata de una depresión, es decir, de un lugar cerrado por montañas, es precisamente en el territorio comprendido por el Vallés Oriental. Al norte se sitúa el Macizo del Montseny (1712 m), la sierra más elevada de la Cordillera Prelitoral, y al sur el Macizo del Montnegre (760 m), la sierra con más altitud de la Cordillera Litoral.
El Vallés es la parte septentrional de esta depresión: más al norte están las comarcas de La Selva y el Gironés. El Vallés ha sido dividido en dos comarcas, sobre todo debido a su elevada población. La parte más al oeste, casi hasta el curso del río Llobregat y en torno a dos grandes ciudades como son Tarrasa y Sabadell, es el Vallés Occidental. La parte de levante el Vallés Oriental.
El límite comarcal entre ambas comarcas no es fácil de establecer. Algunos de los pueblos podrían bien pertenecer a cualquiera de las dos comarcas. Ya en los escritos de 1932, en los que se explica el sentido del establecimiento de dos comarcas en el Vallés, se indica que la base para delimitarlas es la atracción de las dos capitales. Hasta una ley de enero de 1990, por la que se modifican diversas comarcas, aprueba un cambio en los límites entre las dos comarcas vallesanas. Por esta ley, el municipio de Caldas de Montbui se segrega del Vallés Occidental y se agrega el Vallés Oriental.
El Vallés Oriental es, por tanto, una comarca definida por la función comercial y de servicios de Granollers, la capital comarcal. Pero no todo el territorio del Vallés Oriental forma parte del lecho de la Depresión Prelitoral, también forman parte del Vallés Oriental las laderas abruptas de las cordilleras que la rodean. Al norte, y pertenecientes a la Cordillera Prelitoral, está la sierra del Montseny, en la destacan el turo de l'home, (1712 m) los Riscos de Bertí y los riscos de San Sadurní. En el sur, y pertenecientes a la Cordillera Litoral, están las sierras de Montnegre y la Sierra del Corredor.
Estos relieves hacen que haya algunos valles con un paisaje y unas posibilidades económicas muy diferentes a los de la llanura vallesana. Está el valle del río Congost, entre el Montseny y los riscos de Berti, con Aiguafreda y Figaró-Montmany, y el valle del arroyo del Tenes con Castellcir, San Quirze Safaja, Castelltersol y San Felíu de Codinas.

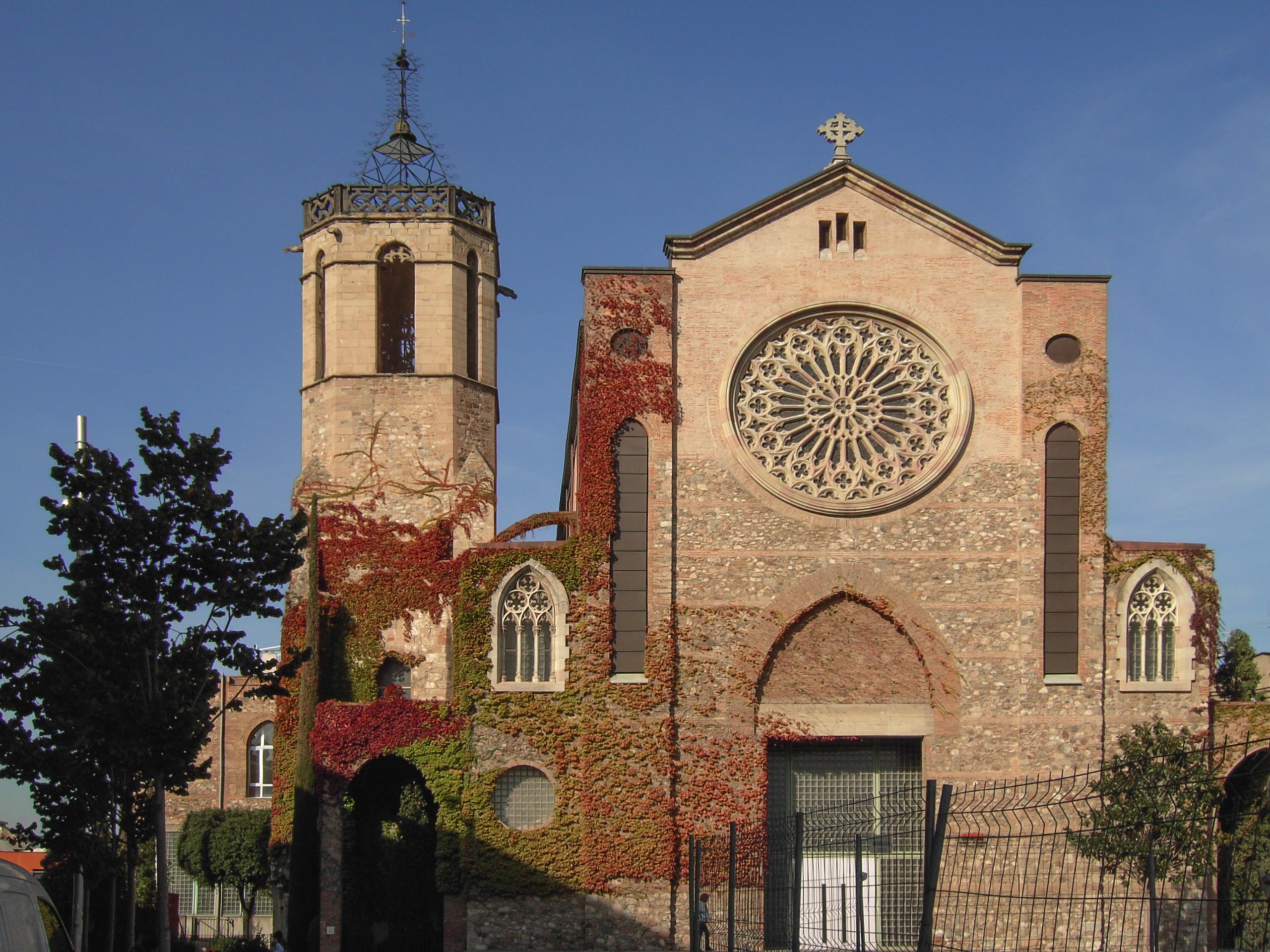
Iglesia de Granollers.

Por el noreste el Vallés Oriental da paso a La Selva. Tampoco aquí no ha sido fácil establecer el límite comarcal entre el Vallés Oriental y La Selva. De hecho, San Celoni y los pueblos de su entorno inmediato tienen mucha relación con los pueblos incluidos en la comarca de La Selva.
Todo ello hace que el Vallés Oriental sea una comarca muy variada y diversificada. Sobre una superficie de 776,02 km² viven 240 464 habitantes (1986). Junto a una llanura muy poblada y con numerosas industrias, hay lugares con grandes extensiones de bosques, como en el caso del Montseny, o con pueblos con escasa población, como ocurre en la cabecera del río Tenes. 
Después de la creación oficial de la comarca del Moyanés en 2015, el Vallés Oriental está conformada actualmente por tres subcomarcas: el Vallés Central, con capital en Caldas de Montbui, el Bajo Montseny, con capital en San Celoni y el Bajo Vallés, con capital en Mollet del Vallés.

## Economía
La vida económica actual del Vallés Oriental gira en torno a la industria, que ocupa a más del 60% de la población activa. Las actividades agrarias fueron importantes, pero a lo largo del siglo XX ocuparon un lugar secundario y en el siglo XXI muchas masías se han remodelado para acoger turismo rural. El sector servicios ocupa a más de una cuarta parte de la población activa.

### Turismo
En lo referente al turismo, la comarca del Vallés Oriental está englobada en la zona de estudio Cataluña interior y montaña, que recibe una afluencia turística del 5,36% del total catalán.
Este porcentaje es muy bajo, teniendo en cuenta que por debajo solo se encuentra la zona Costa de Garraf que recibe el 4,36%, pero que en cuanto a extensión de territorio es mucho más pequeña. Gran parte del turismo que recibe está en las aguas termales, pero también se encuentra en el circuito de Cataluña en Montmeló, al que llegan turistas de todas partes para visitarlo.

## Municipios

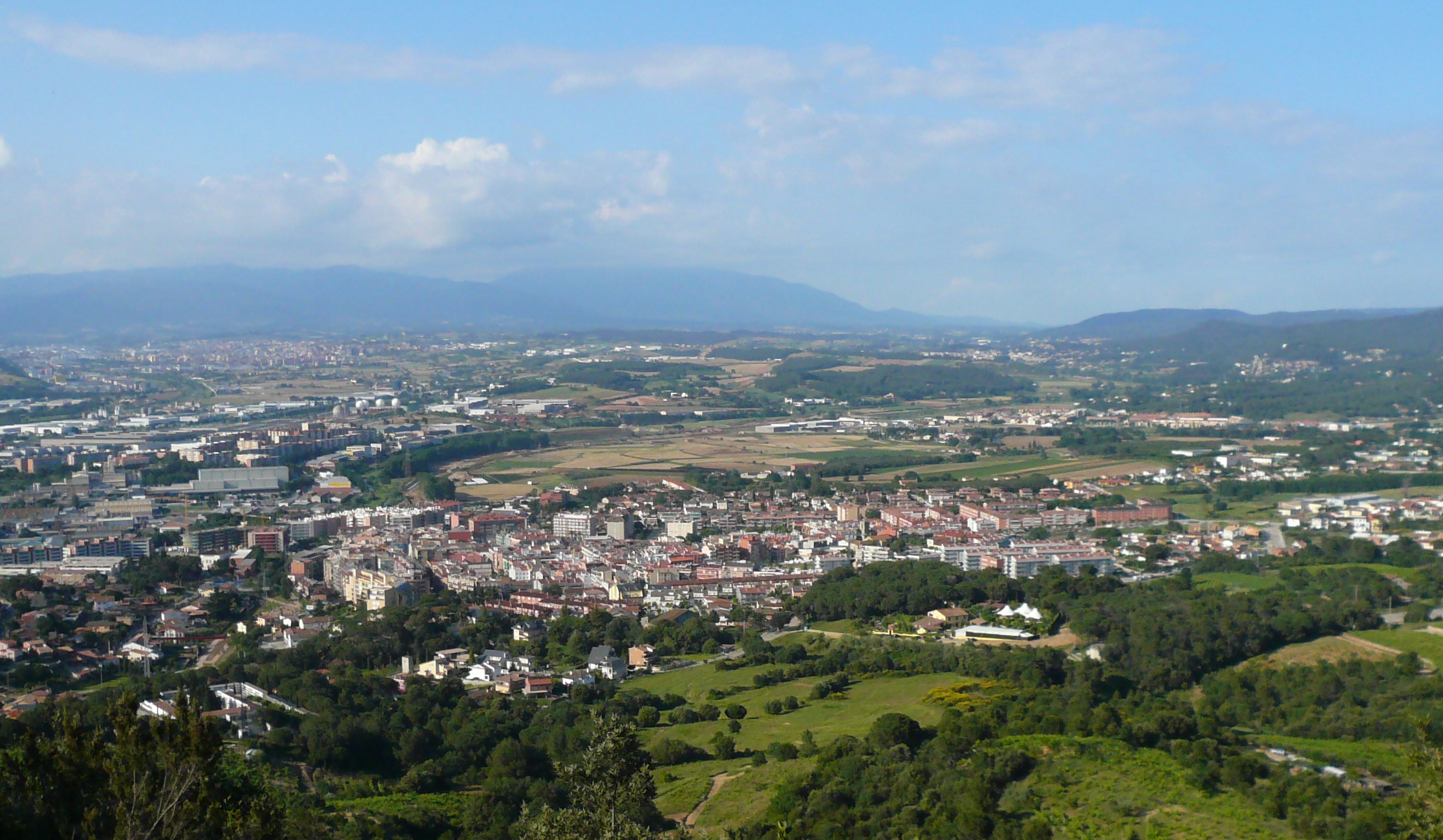
Montornés del Vallés.

El Vallés Oriental es una comarca muy poblada. Al fondo de la depresión vive mucha gente, pero en los sectores de montaña se asienta muy poca población.
Por los restos que han llegado a la actualidad sabemos que antaño existía un poblamiento importante durante la época ibérica y romana, tanto en las colinas y en las sierras como la llanura. Era bastante poblado el sector comprendido entre La Garriga, Llerona y Samalús, donde hay vestigios notables de la presencia ibérica y restos de numerosas villas romanas. La comarca era atravesada por la Vía Augusta. Era un lugar de paso, y un cruce de caminos, ya que confluían las vías procedentes de Vich (Ausa), de Barcelona (Barcino) y Mataró (Iluro). Cerca de estas vías se debe contar que estaban las termas romanas de Caldas de Montbui.
Con la derrota del Imperio romano las cosas cambiaron, aunque el Vallés continuó siendo un lugar bastante poblado. El centro más importante fue Egara (Tarrasa). A partir de finales del siglo IX ya son mencionados buena parte de los núcleos de población actuales, lo que indica que la configuración del poblamiento era similar al que existe ahora, aunque con una población mucho más escasa.
Se calcula que el área del actual Vallés Oriental tenía una población de unos 16 000-17 000 habitantes a comienzos del siglo XVIII. A lo largo de este siglo la población aumenta bastante. El primer censo moderno (1857) registra una población de 46 511 habitantes.
Si observamos el gráfico de la evolución de la población veremos que durante la segunda mitad del siglo XIX hay una parada demográfica. Pero este dato es comarcal. Si se consultan los censos de cada municipio, se detectan cambios muy importantes. Por ejemplo, hay un despoblamiento fuerte en casi todos los municipios del área de montaña o alejados de la llanyra. Algunos municipios, como Tagamanent, pierden más de la mitad de su población entre 1857 y 1900. Otros pierden casi un tercio, durante el mismo periodo, como San Quirico Safaja, Castellcir, Castelltersol, Granera y Montmany-Figaró. Hasta algunos municipios situados en la llanura pierden habitantes, como San Antonio Vilamajor o Cardedeu.
Solo unos pocos municipios prosperan. Destaca Granollers, la capital comarcal, que pasa de 5260 a 7419 habitantes. También progresan los tres núcleos que a lo largo del siglo XX acompañarán Granollers como centros más activos: Mollet del Vallés, La Garriga y San Celoni. Caldas de Montbui, municipio más poblado, no aumenta.
Durante las primeras décadas del siglo XX la despoblación se detiene en algunos municipios, hasta en algunos se revierte gracias a la instalación de varias industrias textiles. Granollers se reafirma como capital comarcal. Detrás de ellos están Caldas de Montbui, Mollet del Vallés, San Celoni y La Garriga. Mollet es el núcleo con un crecimiento más rápido. Destacan también Cardedeu, La Roca del Vallés y Las Franquesas del Vallés, esta última población junto a Granollers. En 1936, el Vallés Oriental cuenta una población de 69 767 habitantes.
Tras una breve parada demográfica debido a la Guerra Civil, el Vallés Oriental crece, como todas las comarcas del entorno de Barcelona. Ya tiene 72 310 habitantes en 1950. A partir de este momento el crecimiento es muy fuerte en los pueblos industrializados de la llanura, en especial los situados más cerca de la comarca del Barcelonés: Granollers, Mollet del Vallés, Canovellas, Montornés del Vallés, La Llagosta, Caldas de Montbui y Las Franquesas del Vallés. Otra área de crecimiento es San Celoni y su entorno, como Santa María de Palautordera.

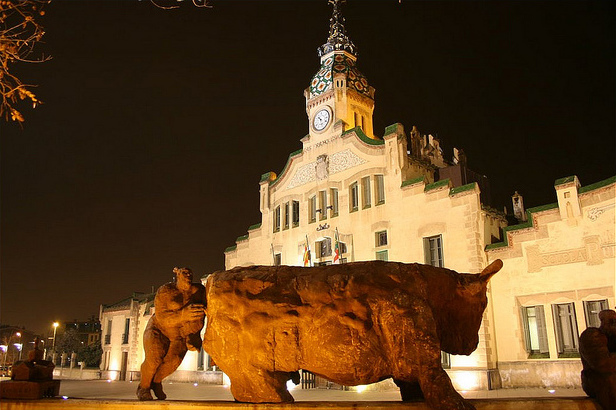
Las Franquesas del Vallés.

Asimismo, los municipios de montaña van perdiendo población, en especial entre 1950 y 1981. Esta tendencia es más fuerte en aquellos que no disponen de ninguna industria ni de ninguna carretera importante que pase por su término municipal.
Los municipios de montaña, pero que tienen una parte del término en la llanura, sufren una inversión en el poblamiento. Primero hay un despoblamiento importante en el sector de montaña y posteriormente una ocupación urbanística de la llanura. Esto es lo que pasó, por ejemplo, en San Pedro de Vilamajor, municipio muy extenso y que incluye una parte importante del Montseny. Las numerosas masías que hay en el sector del Montseny están casi todas abandonadas, pero en el entorno del pequeño núcleo que había en la llanura se establecieron varias urbanizaciones. Los últimos censos registran un aumento de la población, ya que el crecimiento demográfico de la llanura fue superior al despoblamiento de la montaña.
El censo de 1981 registra una población 226 382 habitantes para todo el Vallés Oriental, más de tres veces la población que solo 30 años antes. Pero a partir de la década de 1980 la tendencia demográfica cambia. La fuerte inmigración de los años anteriores se detiene. Sin embargo, cinco años más tarde (1986) se censa una población de 256 464 habitantes. Es la comarca catalana con más crecimiento.
Según el Idescat, se censan un total de 426 653 habitantes en 2024. En 2009 eran 394 061 habitantes, de los cuales 256 489 nacidos en Cataluña, 142 775 nacidos en la comarca, 85 378 nacidos en el resto de España y 52 194 nacidos en el extranjero.
| Municipio                                                         | Población |
| ----------------------------------------------------------------- | --------- |
| Ayguafreda (Aiguafreda)                                           | 2556      |
| Bigas (Bigues i Riells del Fai)                                   | 9542      |
| Caldas de Montbuy (Caldes de Montbui)                             | 17 797    |
| Campins                                                           | 540       |
| Canovellas (Canovelles)                                           | 16 872    |
| Cánoves y Samalús (Cànoves i Samalús)                             | 3219      |
| Cardedeu                                                          | 18 609    |
| Montmany (Figaró-Montmany)                                        | 1127      |
| Fogás de Monclús (Fogars de Montclús)                             | 467       |
| Granollers                                                        | 62 475    |
| Gualba                                                            | 1585      |
| La Ametlla (L'Ametlla del Vallès)                                 | 8787      |
| La Garriga                                                        | 16 733    |
| La Llagosta                                                       | 13 259    |
| La Roca del Vallés (La Roca del Vallès)                           | 10 676    |
| Les Franqueses del Vallés (Les Franqueses del Vallès)             | 20 351    |
| Llinars del Vallés (Llinars del Vallès)                           | 10 116    |
| Llissá de Munt (Lliçà d'Amunt)                                    | 15 673    |
| Llissá de Vall (Lliçà de Vall)                                    | 6580      |
| Martorellas (Martorelles)                                         | 4823      |
| Mollet (Mollet del Vallès)                                        | 51 151    |
| Montmeló                                                          | 8798      |
| Montornés del Vallés (Montornès del Vallès)                       | 16 804    |
| Montseny                                                          | 362       |
| Parets (Parets del Vallès)                                        | 18 907    |
| San Antonio de Vilamajor (Sant Antoni de Vilamajor)               | 6383      |
| San Celoni (Sant Celoni)                                          | 18 176    |
| San Esteban de Palautordera (Sant Esteve de Palautordera)         | 2997      |
| San Felíu de Codinas (Sant Feliu de Codines)                      | 6406      |
| San Fausto de Campcentellas (Sant Fost de Campsentelles)          | 8997      |
| San Pedro de Vilamajor (Sant Pere de Vilamajor)                   | 4671      |
| Santa Eulalia de Ronsana (Santa Eulàlia de Ronçana)               | 7538      |
| Santa María de Martorellas de Arriba (Santa Maria de Martorelles) | 882       |
| Santa María de Palautordera (Santa Maria de Palautordera)         | 9666      |
| Tagamanent                                                        | 325       |
| Vallgorguina                                                      | 3052      |
| Vallromanes                                                       | 2594      |
| Villalba Saserra                                                  | 758       |
| Vilanova del Vallés (Vilanova del Vallès)                         | 5535      |

## Política
La institución encargada de dirigir algunos organismos de alcance comarcal es el denominado Consell Comarcal de el Vallès Oriental. La elección de los consejeros de la institución se lleva a cabo mediante elecciones desde 1987 por un mandato de 4 años.

## Vegetación
La vegetación natural del Vallés Oriental es la propia del área mediterránea, con predominio de la encina, el alcornoque y el pino blanco. 
Se encuentran algunos robledales en el Montnegre. En el macizo del Montseny, también pueden encontrarse robledales y algunos bosques de hayas y abetos.